# Combat de la Cayde
 (septembre 2024).
Première coalition
Batailles
Le combat de la Cayde qui a lieu sur le territoire de la commune de Luzaide en Espagne le 29 novembre 1793, pendant la guerre du Roussillon, oppose les troupes françaises, aux troupes espagnoles.

## Combat
Le 29 novembre 1793, les troupes françaises se présentèrent pour occuper le val Carlos et le pays de la Cayde. Les grenadiers n'eurent qu'à montrer beaucoup d'audace. 
Quand les Espagnols virent des hommes gravir sur des sentiers à peine praticables pour des chèvres, y porter à bras une pièce de huit, se plonger dans une rivière au commencement de l'hiver pour en tirer
une pièce de quatre qui y était tombée, ils crurent inutile de se défendre. 
Ils y abandonnèrent d'abondantes provisions de vivres, et du bois nécessaire à l'armée des Pyrénées.
Les Républicains y laissèrent un fort détachement avec des canons pour conserver une conquête qui devait être bien précieuse pour leurs succès ultérieurs.